# Sonate K. 451
La sonate K. 451 (F.397/L.243) en la mineur est une œuvre pour clavier du compositeur italien Domenico Scarlatti.

## Présentation
La sonate K. 451, en la mineur, est notée Allegro. C'est l'une des rares sonates isolées des derniers recueils. Elle termine le volume X de Venise et le XII de Parme, dans une humeur qui est à la fois pensive, introspective et dramatique, semblable à celle de la sonate K. 387, cette dernière terminant le livre VIII de Venise et le X de Parme.
Elle met en lumière la psychologie de la pensée musicale de Scarlatti avec les contrastes et contradictions qu’elle révèle. Une pièce peut être évoquée qui partage également un caractère inquiétant et dramatique, comme la gigue de la troisième Partita de Bach, également en la mineur.

## Manuscrits
Le manuscrit principal est le numéro 34 du volume X (Ms. 9781) de Venise (1755), copié pour Maria Barbara ; les autres sont Parme XII 30 (Ms. A. G. 31417), Münster V 55 (Sant Hs 3968) et Vienne A 40 (VII 28011 A).

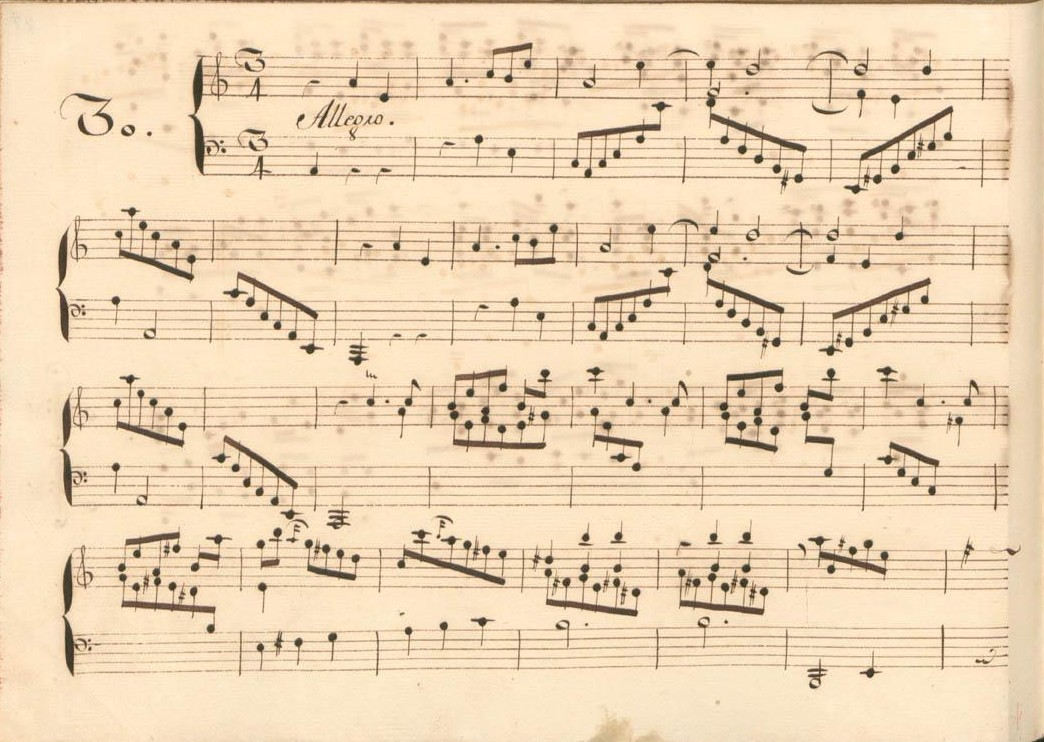
Parme XII 30.
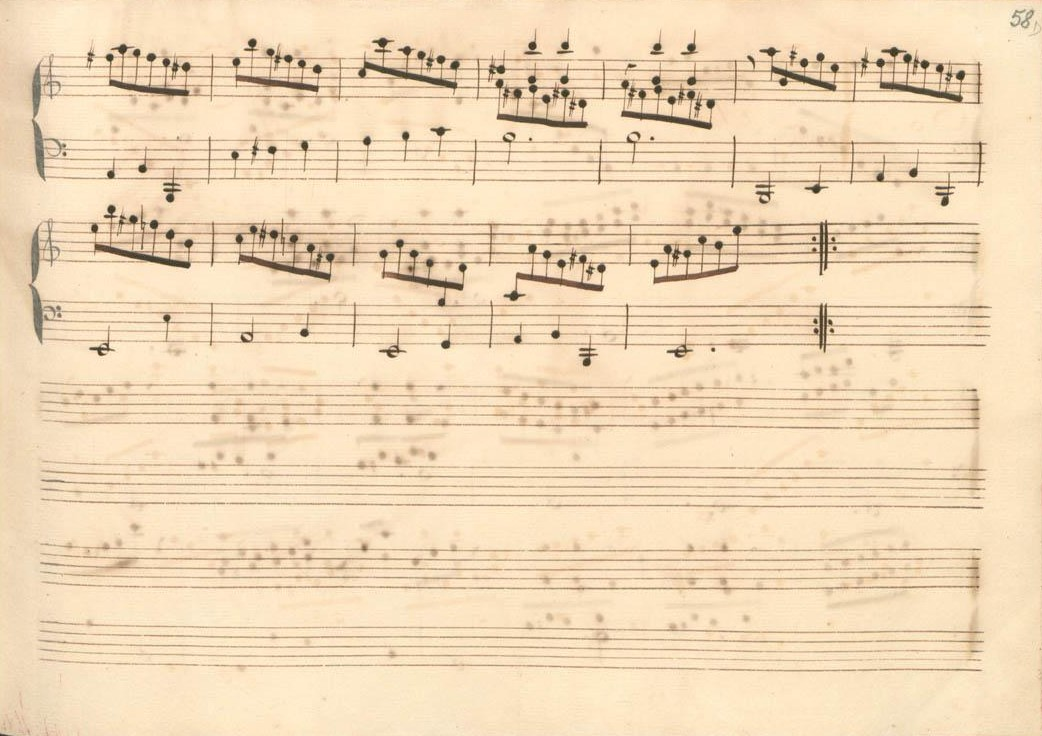
Parme XII 30 (fin de la première section).
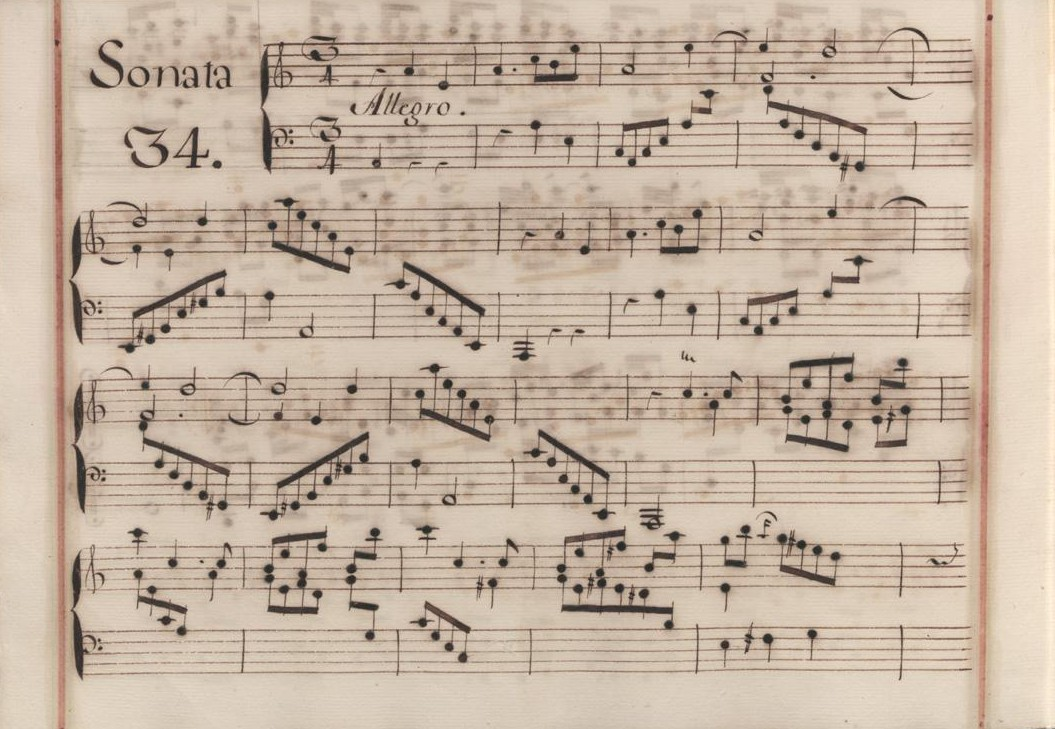
Venise X 34.
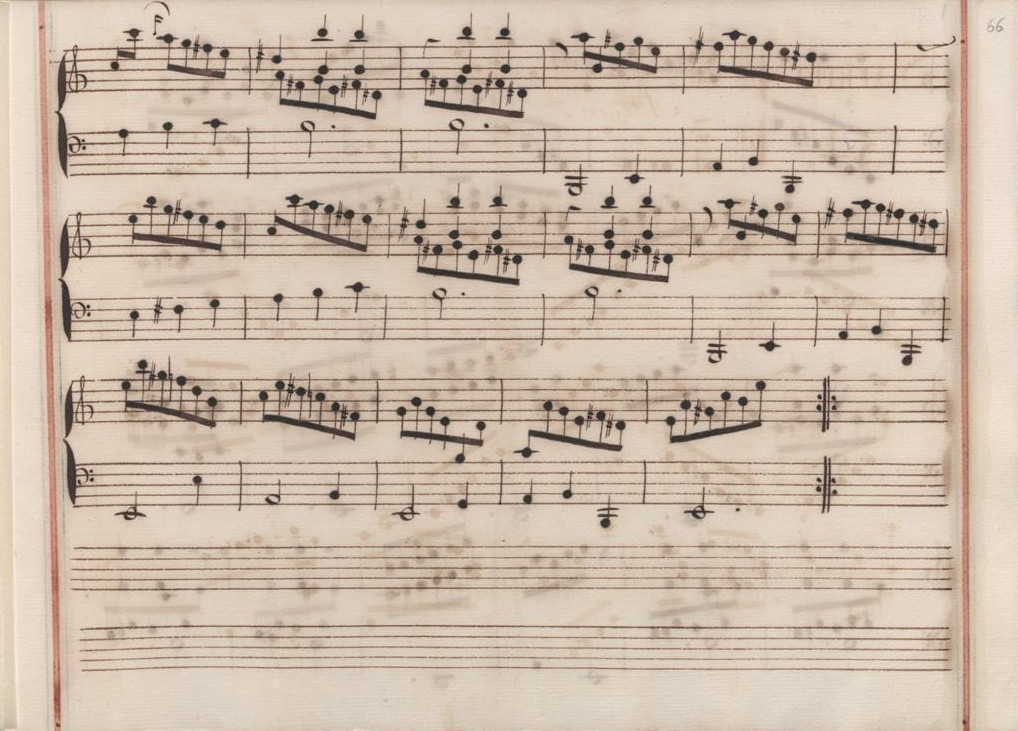
Venise X 34 (fin de la première section).
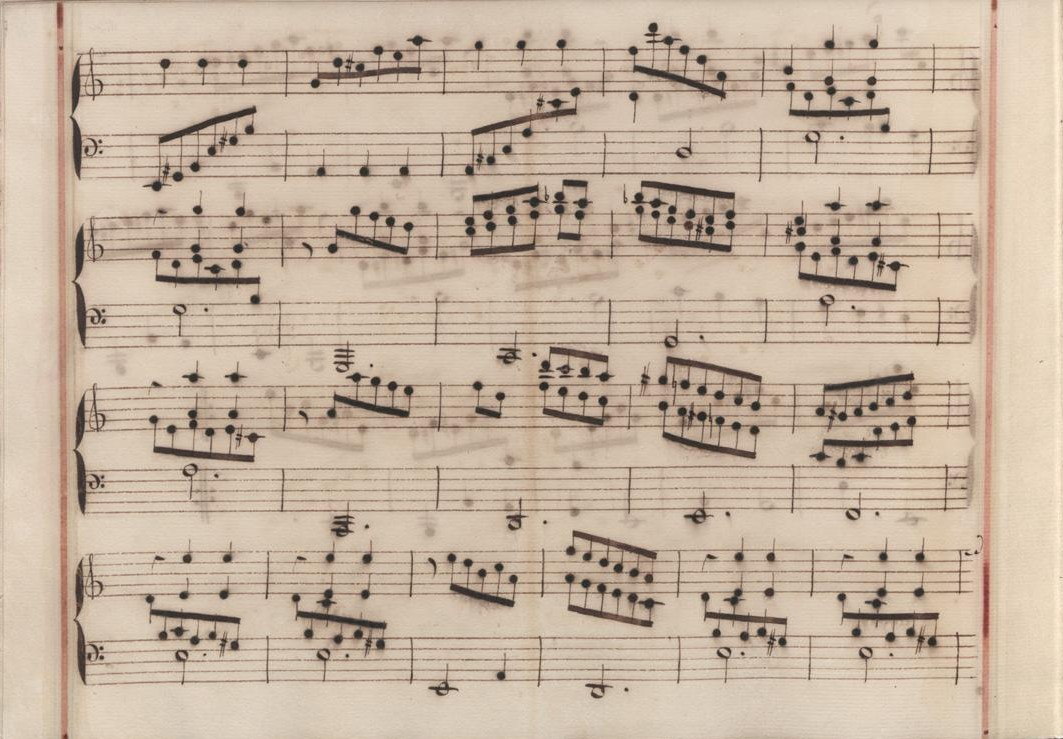
Venise  X 34 (début de la seconde section).
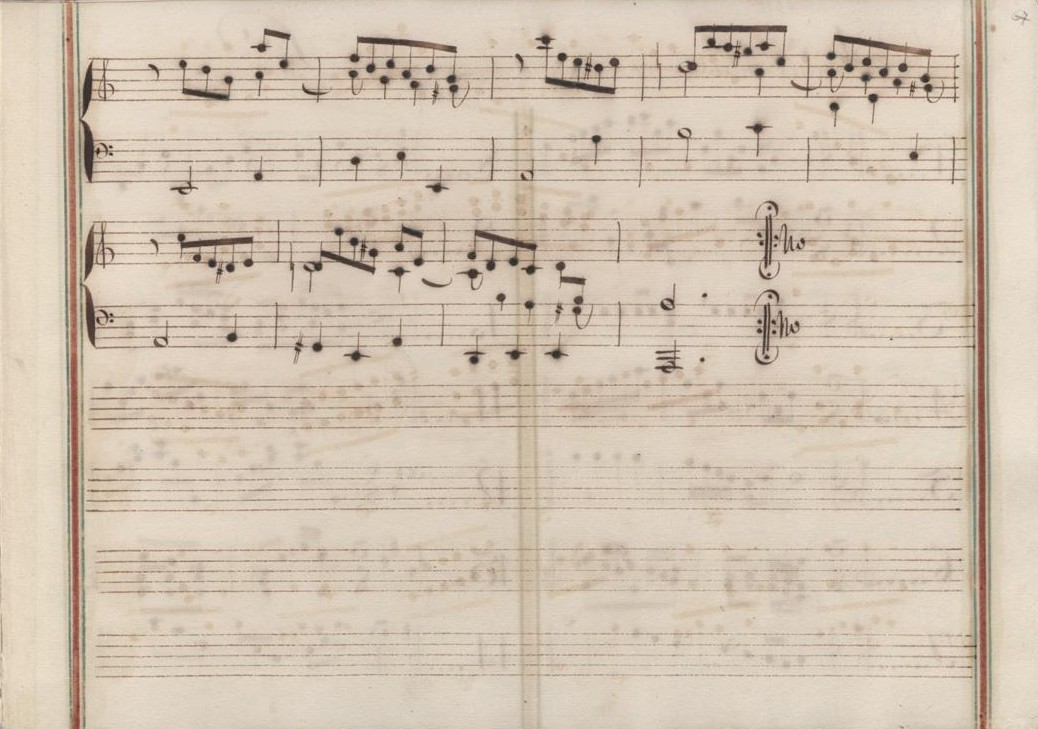
Venise X 34 (fin de la sonate).

## Interprètes
La sonate K. 451 est défendue au piano, notamment par Fernando Valenti (1955, Westminster/Pristine), Carlo Grante (2016, Music & Arts, vol. 5) et Pascal Pascaleff (2020, Naxos, vol. 25) ; au clavecin par Luciano Sgrizzi, (1980, Erato) , Scott Ross (1985, Erato), Colin Tilney (1995, Music & Arts), Richard Lester (2003, Nimbus, vol. 4) et Pieter-Jan Belder (Brilliant Classics, vol. 10).

## Sources
: document utilisé comme source pour la rédaction de cet article.
- Ralph Kirkpatrick (trad. de l'anglais par Dennis Collins), Domenico Scarlatti, Paris, Lattès, coll. « Musique et Musiciens », 1982 (1re éd. 1953 (en)), 493 p. (ISBN 978-2-7096-0118-4, OCLC 954954205, BNF 34689181).
- Alain de Chambure, « Domenico Scarlatti, Intégrale des sonates — Scott Ross », Erato/Éditions Costallat (2564-62092-2 (livret : 2292-45309-2)), 1985 (OCLC 891183737) .
- (en) Carlo Grante, « Domenico Scarlatti, intégrale des sonates pour clavier (vol. 5) », Music & Arts (CD-1294), 2017 (OCLC 1079366528) .